# Euphorbia thulinii
Euphorbia thulinii är en törelväxtart som beskrevs av Susan Carter. Euphorbia thulinii ingår i släktet törlar, och familjen törelväxter. IUCN kategoriserar arten globalt som sårbar.
Artens utbredningsområde är Somalia. Inga underarter finns listade i Catalogue of Life.